# 補助金
補助金（ほじょきん、英: subsidy）とは、政府が私企業や個人などの民間部門に対して行う一方的な貨幣の給付。中央政府（「国」）または地方政府（地方公共団体）が、行政上の目的・効果を達成するために、公共団体・経済団体・企業・私人（個人）などに対して、なんら反対給付を受けることなく一方的に支出する現金給付。
なお、経済学上はより広義に補助政策全体（特別減税や公共事業・公共サービスなどを含む）を指すこともあるが、一般には一方的な貨幣の給付のみを補助金という。

## 概説
種類
補助金は、中央政府（国）から地方政府（地方公共団体）に対して支出されるものと、政府（中央政府、地方政府）から民間に支出されるものとに分けられる。
中央政府から地方政府への補助金には、使途が限定されていない「一般補助金」と、使途が限定されている「特定補助金」（個別補助金）とがある。
民間への補助金
政府から民間への補助金には、「私人（個人、消費者）に対する補助金」と、「企業に対する補助金」とがある。「私人に対する補助金」は福祉（たとえば医療・教育など）の水準の維持や向上のためのものや、さまざまな製品の消費維持・拡大のためなどの目的でつかわれる。「企業に対する補助金」は、芽吹いたばかりで未熟な産業の保護・育成、外部性の大きい産業の育成、戦略的重要産業育成、消費財の供給価格の抑制などのために使われる。
なお近年では、補助金支出の代わりに、『租税の減免』によって類似効果を達成しようと手法（つまり、本来なら徴収する予定だった租税を減らす、という手法）が使われることも増えている。これは「隠れた補助金」と言えるものであり、日本の租税特別措置などもこれにあたる。
補助金の効率的配分
公共経済学などにおいて、補助金が恣意的に配分されることの経済的不合理性に付いての指摘がある。しかし、新エネルギーや省エネルギー設備の普及のための補助金など、「CO2削減効果」などの数値判断基準が作れる場合、最も基準達成の費用対効果の高いものから補助金を配分する制度とすることでこの問題は回避が可能である。
歴史
中央政府から地方政府への補助金の起源は、欧米では19世紀の産業革命期に認められる。
地方財政の中で補助金の重要性が認識されるようになったのは、1930年代の不況期以降である。

## イギリスにおける補助金
イギリスの国の補助金は1825年に創設されたexchequer grantに始まるといわれている。産業革命以後、国が地方自治体に対して労働者の公衆衛生や公害対策を強化し、労働者向け住宅の建設を強制するために制度化された。

## アメリカにおける補助金
アメリカ合衆国は連邦制国家であり州が相対的に自立しており、市町村間の財政上の調整も州が主体となって行ってきた。19世紀には州立大学の用地とするための国有地の付与などを除き特筆すべきものはない。連邦政府が地方行政に積極的に介入するようになったのは1930年代の不況以後のことで、公共事業の代行などを通じて景気政策の促進を図るようになった。補助金は臨時的なものから恒久的なものとなりナショナルミニマム（国家的必要行政水準）の維持という性格をもつようになった。1964年にリンドン・ジョンソン大統領が貧困との戦いを宣言すると連邦補助金は急拡大した。

## 日本における補助金
日本では、法令または予算関連文書で補助金という名称そのものになっているもの以外にも、広義には「補給金」「助成金」「奨励金」「給付金」「交付金」「負担金」「委託金」などという名称になっているものも含まれ、狭義には国庫支出金を指している。
法令上の補助金の定義は必ずしも明確でなく、補助金適正化法（後述）も明確な定義を与えていない。民間が政府に、もしくは下位の政府が上位または等格の政府に対して、両者の同意を経て移譲する金銭は「負担金」と称されることが多いが、以下ではこれについてもまとめて取り扱う。補助金、負担金に類するものとして、「給付金」「助成金」などがあるが、中には実質的に補助金同様の性格を持つものも少なくなく、それらについては政令指定により補助金適正化法の対象とされている。
概説で説明したように、国から地方公共団体への補助金には使途が限定されていない一般補助金と使途が限定されている特定補助金（個別補助金）があるわけだが、日本では前者を地方交付税、後者を国庫支出金と呼ぶ。
国庫支出金は、国庫負担金・国庫委託金・国庫補助金に分けられる。国庫負担金には、法令で定められているもの（義務教育職員費や生活保護費の国庫負担など）や、国が策定した計画に基づく公共事業に対するものなどがある。「国庫委託金」は、本来なら国が行うべき事務を地方公共団体に委託した場合にその経費を支払う、という性質のものであり、国会議員選挙、国の統計調査、国民年金・児童手当の事務に要する経費などがある。
憲法には補助金と関連するとも解釈される条項があり、日本国憲法第89条では、公金その他の公の財産は、宗教上の組織若しくは団体の使用、便益若しくは維持のため、又は公の支配に属しない慈善、教育若しくは博愛の事業に対し、これを支出し、又はその利用に供してはならないと書かれている。だが、この89条をどのように法解釈すべきなのかについては、複雑な話があり（私立学校への補助金の妥当性など）、政府解釈は変遷してきている。
歴史
日本では、明治時代初期に中央集権化がなされるとともに、補助金政策が地方統治のために利用されてきた。

### 国が交付する補助金等
国の補助金等の手続きについては「補助金等に係る予算の執行の適正化に関する法律」（補助金適正化法）によって処理が行われている。また、国が地方公共団体に交付する補助金等については、地方財政法に規定がある。

#### 補助金適正化法
補助金を支払う者の責務として、各省庁の長は、その所掌の補助金等に係る予算の執行に当つては、補助金等が国民から徴収された租税その他の貴重な財源でまかなわれるものであることに特に留意し、補助金等が法令及び予算で定めるところに従つて公正かつ効率的に使用されるように努めなければならないとしており、補助金を受けるものとしては、補助金等が国民から徴収された税金その他の貴重な財源でまかなわれるものであることに留意し、法令の定及び補助金等の交付の目的又は間接補助金等の交付若しくは融通の目的に従つて誠実に補助事業等又は間接補助事業等を行うように努めなければならないとしている。（補助金適正化法第3条第1項、第2項）
補助金を受けたものは、法令の定並びに補助金等の交付の決定の内容及びこれに附した条件その他法令に基く各省庁の長の処分に従い、注意義務をもつて補助事業等を行わなければならず、いやしくも補助金等の他の用途への使用（利子補給金にあつては、その交付の目的となつている融資又は利子の軽減をしないことにより、補助金等の交付の目的に反してその交付を受けたことになることをいう。）をしてはならないとされている。（同法第11条）
補助を受けたものは各省庁の長に遂行状況を報告しなければならないが、各省庁の長は、この報告等により、その者の補助事業等が補助金等の交付の決定の内容又はこれに附した条件に従つて遂行されていないと認めるときは、その者に対し、これらに従つて当該補助事業等を遂行すべきことを命ずることができ、この命令に違反したときは、その者に対し、当該補助事業等の遂行の一時停止を命ずることができる。（同法第12条、第13条第1項、第2項）
各省庁の長は、補助を受けた者等が、補助金等の他の用途への使用をし、その他補助事業等に関して補助金等の交付の決定の内容又はこれに附した条件その他法令又はこれに基く各省各庁の長の処分に違反したときは、補助金等の交付の決定の全部又は一部を取り消すことができるとし、場合において、補助事業等の当該取消に係る部分に関し、すでに補助金等が交付されているときは、期限を定めて、その返還を命じなければならない。（同法第1項、第18条第1項）
補助金等に係る予算の執行の適正化に関する法律第11条の規定に違反して補助金等の他の用途への使用又は間接補助金等の他の用途への使用をした者は、3年以下の懲役若しくは50万円以下の罰金に処し、又はこれを併科する。（同法第30条）

#### 地方財政法
国が地方公共団体に交付している補助金、負担金等の特定財源を総称して国庫支出金といい、地方財政法はこれを国庫負担金、国庫補助金、国庫委託金に分類したうえで、国の責務、額の算定にあたっての原則等を定める。

### 地方公共団体が交付する補助金等

#### 根拠
地方公共団体については、地方自治法において「普通地方公共団体は、その公益上必要がある場合においては、寄附又は補助をすることができる。」（第232条の2）とされており、これを根拠に他の地方公共団体又は民間等への補助が行われている。支出については補助金適正化法の規定に準じた各地方公共団体の規則・要綱などによっている。
産業の振興を目的として、他所の企業を呼び入れるための制度などが存在している。
助成金額は設備や建物、土地などの購入額の何%と決められ、申請内容を評価後、認可されれば支給される。
評価においては、発注から納品、請求書を元にした支払い、その後の領収まで一連の購入の流れを確認され、実際に事業用に供されているかどうかの現物確認までが行われる。

#### 監査委員による監査
監査委員は、必要があると認めるとき、又は普通地方公共団体の長の要求があるときは、当該普通地方公共団体が補助金、交付金、負担金、貸付金、損失補償、利子補給その他の財政的援助を与えているものの出納その他の事務の執行で当該財政的援助に係るものを監査することができる。当該普通地方公共団体が出資しているもので政令で定めるもの、当該普通地方公共団体が借入金の元金又は利子の支払を保証しているもの、当該普通地方公共団体が受益権を有する信託で政令で定めるものの受託者及び当該普通地方公共団体が第244条の2第3項の規定に基づき公の施設の管理を行わせているものについても、また、同様とするとしている。（地方自治法第199条7項）

### 補助金の種類

#### 事業再構築補助金
新型コロナウイルス感染症の影響が長期化し、当面の需要や売り上げの回復が期待しづらい中、ポストコロナ・ウィズコロナ時代の経済社会の変化に対応するために中小企業等の事業再構築を支援することを目的とした補助金。そのため、新分野展開、事業転換、業種転換、業態転換、又は事業再編という思い切った事業再構築に意欲を有する中小企業等の挑戦を支援する。（事業再構築補助金）

#### ものづくり補助金
ものづくり・商業・サービス生産性向上促進補助金は、中小企業・小規模事業者等が今後複数年にわたり相次いで直面する制度変更(働き方改革や被用者保険の適用拡大、賃上げ、インボイス導入等)等に対応するため、中小企業・小規模事業者等が取り組む革新的サービス開発・試作品開発・生産プロセスの改善を行うための設備投資等を支援するもの。（ものづくり補助金）申請枠は省力化（オーダーメイド）枠、製品サービス高付加価値化枠、グローバル枠の3つがある。

#### IT導入補助金
IT導入補助金は、中小企業・小規模事業者等のみなさまが自社の課題やニーズに合ったITツールを導入する経費の一部を補助することで、みなさまの業務効率化・売上アップをサポートするものである。2023年度公募まではECサイトやwebサイト開発などが補助対象経費となっていたが、2024年度公募から補助対象外となった。（IT導入補助金）IT導入補助金の申請枠は、通常枠、インボイス枠（インボイス対応類型、電子取引類型）、セキュリティ対策推進枠、複数社連携IT導入枠の4つが存在する。

#### 小規模事業者持続化補助金
小規模事業者等が経営計画を自ら策定し、商工会・商工会議所の 支援を受けながら取り組む販路開拓を支援する補助金。（小規模事業者持続化補助金）

#### 中小企業省力化投資補助金
中小企業等の売上拡大や生産性向上を図るため、IoT・ロボット等の人手不足解消に効果がある汎用製品の導入を支援する補助金。（中小企業省力化投資）

### 裁判的統制
交付が認められないなどで抗告訴訟を起こした場合、給付行為が処分性をもつかどうかによって判断が分かれる。それには当該給付行為のいくつかの性質が影響している。つまり補助金交付先が団体か個人か、あるいは補助金の目的が社会福祉的なものか否かによる。交付先が個人の場合や社会福祉的な補助金の場合には処分性が認められることがある。

## 補助金申請の一般的な流れ
補助金は、支出した経費や投資を一部助成するものであるため、原則として経費を支出した後の給付となっている。一般的な補助金の申請から給付までは以下の流れとなる。
1. 経費支出内容を記述した書類を申請[11][12]（応募者の概要のみ記述するケースもあるが事業計画書等[13][14]が必要な場合もある。）
2. 一部面談等の実施
3. 補助金の受給候補者として選出（採択と呼ばれるケースが多い。形式審査または内容審査[15]どちらまたは両方となる。採択率[16][17]などが発表されることがある。）
4. 見積書や経費支出を事務局に提出（一般的には交付申請[18][19]と呼ばれる。）
5. 事業や経費支出の実施
6. 実績報告
7. 補助金の給付

※一部の補助金では事前着手申請を行うことですでに支出された経費を補助対象経費にすることができる場合がある。